# 망토 사당
망토 사당(파슈토어: Kerqa Sharif)은 아프가니스탄 칸다하르의 중심 모스크에 인접하여 있다. 케르까가 사당에 모셔져 있는데, 이는 이슬람교의 선지자 무함마드가 입었던 클로크로 추정되는 것이다. 이와 같은 이유로 망토 사당은 아프가니스탄에서 가장 주요한 이슬람 성지 중 하나에 꼽히며, 심지어 "아프가니스탄의 심장"이라고 여겨지는 경우도 종종 있다.